# Kadayıf dolma

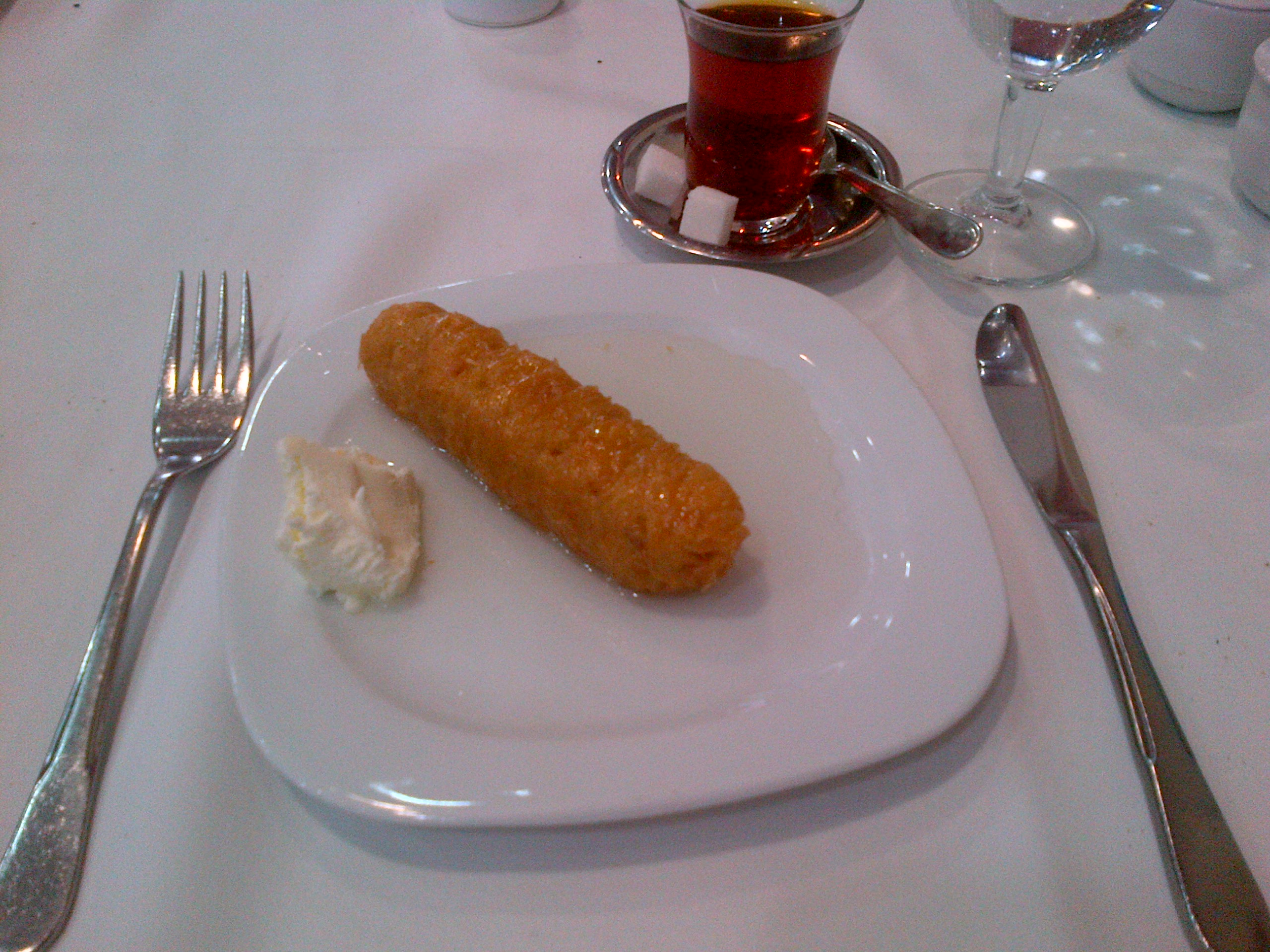
Kadayıf dolma, acompanyada d'una mica de kaymak i un got de te turc.

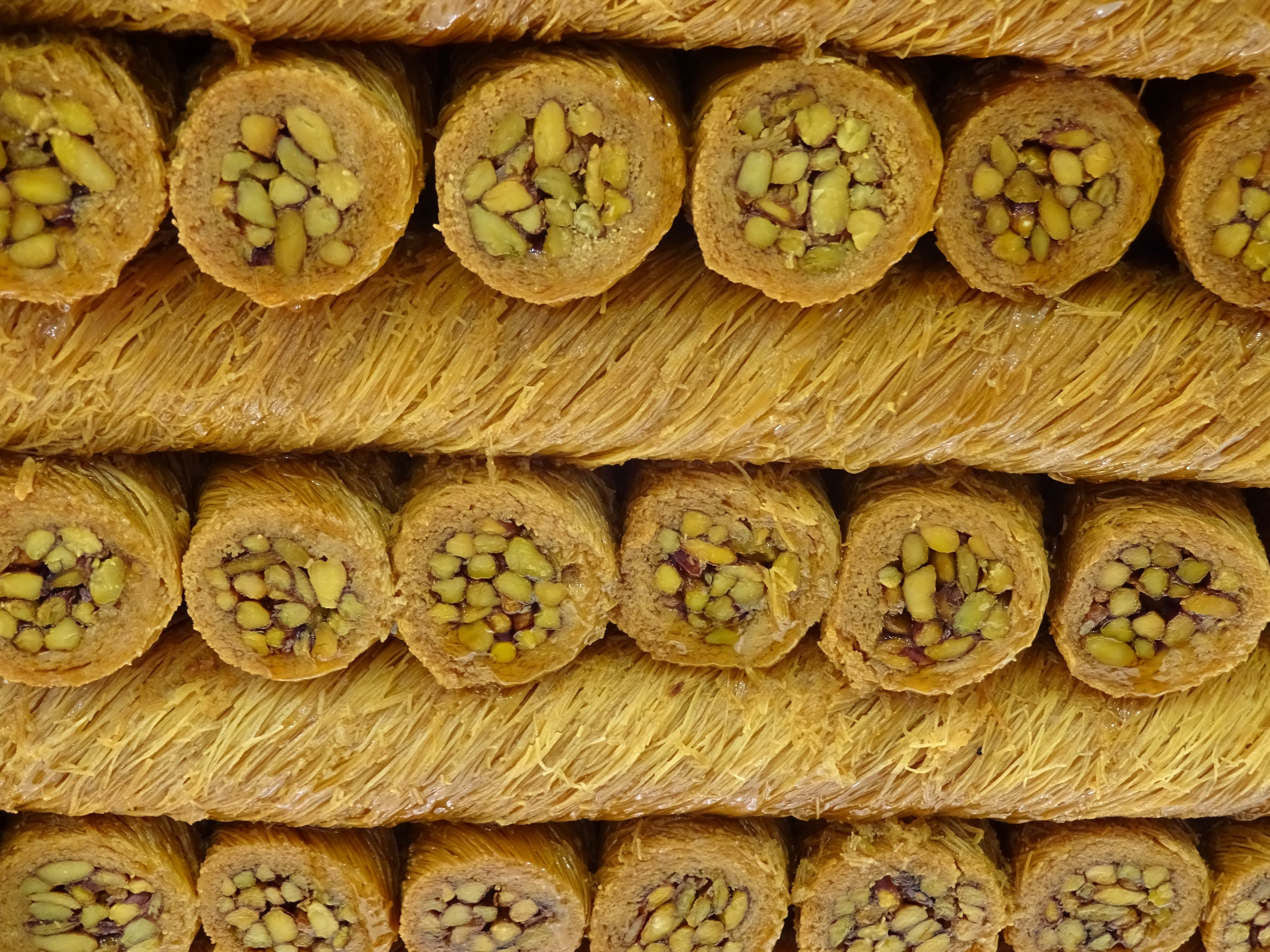
Kadayıf dolması, detall

Kadayıf dolma o Kadayıf dolması, (farcit de kadayıf en turc) són unes postres de kadaif de la cuina turca, especialment de la cuina d'Erzurum, on és un menjar de festa (bayram) però estesos a tota Turquia. Es fan amb kadayıf (kadaif), nous o avellanes, ous i oli per a fregir. El xarop s'elabora amb sucre, aigua i suc de llimona.
El nom kadayıf dolması està registrat a Turquia com a indicació geogràfica des de l'any 2012. Amb aquest registre, la xifra dels productes de la província d'Erzurum amb "denominació geogràfica" ha pujat a tres, juntament amb dos formatges regionals, "civil" i "göğermiş peynir".